# World Team Challenge 2006
Il World Team Challenge 2006 si è svolto il 30 dicembre alla Veltins-Arena di Gelsenkirchen.
La competizione si articola in due fasi: una prima gara in mass start e una seconda gara di inseguimento, con distacchi dimezzati. 

## Risultati
| Pos | Atleti                                   | Nazione  | Tempo    |
| --- | ---------------------------------------- | -------- | -------- |
| 1   | Ole Einar Bjørndalen e Linda Grubben     | Norvegia | 31:17,0  |
| 2   | Julien Robert e Florence Baverel-Robert  | Francia  | +1:06,9  |
| 3   | Michael Greis e Martina Glagow           | Germania | +2:15,0  |
| 4   | Dmitri Jaroschenko e Anna Bogali-Titowez | Russia   | +2:20,2  |
| 5   | Daniel Graf e Kathrin Hitzer             | Germania | +2:22,2  |
| 6   | Michael Rösch e Magdalena Neuner         | Germania | +2:30,7  |
| 7   | Vincent Defrasne e Sylvie Becaert        | Francia  | +2:35,1  |
| 8   | Alexander Wolf e Andrea Henkel           | Germania | +3:21,1  |
| 9   | Halvard Hanevold e Tora Berger           | Norvegia | +3:27,1  |
| 10  | Ricco Groß e Kati Wilhelm                | Germania | Doppiato |
| 11  | René-Laurent Vuillermoz e Michela Ponza  | Italia   | Doppiato |
| 12  | Christoph Knie e Simone Denkinger        | Germania | Doppiato |